# Associazione Calcio Padova 1943-1944
Questa pagina raccoglie i dati riguardanti l'Associazione Calcio Padova nelle competizioni ufficiali della stagione 1943-1944.

## Stagione
Durante la stagione 1943-44, il Padova disputò il  campionato di Divisione Nazionale 1943-1944, meglio noto come Campionato Alta Italia 1943-1944, disputatosi nella Repubblica Sociale Italiana durante la seconda guerra mondiale, sotto l'egida degli organi della Federazione Italiana Giuoco Calcio commissariati dalla dittatura fascista nell'Italia settentrionale e centrale.
La squadra si classificò 3ª nel girone A del Veneto a pari punti con il Treviso. La squadra patavina comunque non si qualificò per le finali regionali a causa del quoziente reti.
Miglior marcatore del campionato fu Silvio Formentin con 8 reti; seguito a 5 da Cappello; a 4 da Florettini; a 3 da Conti e Perazzolo; a 2 da Bortoletti e  Briard e a 1 rete da Menti.

## Rosa
| N. |                   | Ruolo | Calciatore      |
| -- | ----------------- | ----- | --------------- |
|    | Italia (bandiera) | P     | Mariano Faraone |
|    | Italia (bandiera) | P     | Albano Luisetto |
|    | Italia (bandiera) | D     | Leandro Bigon   |
|    | Italia (bandiera) | D     | Oreste Chinol   |
|    | Italia (bandiera) | D     | Alfredo Forzan  |
|    | Italia (bandiera) | D     | Bruno Ruzza     |
|    | Italia (bandiera) | D     | Pietro Sforzin  |
|    | Italia (bandiera) | C     | Gino Bortoletti |
|    | Italia (bandiera) | C     | Silvio Briard   |
|    | Italia (bandiera) | C     | Umberto Menti   |

| N. |                   | Ruolo | Calciatore       |
| -- | ----------------- | ----- | ---------------- |
|    | Italia (bandiera) | C     | Silvio Formentin |
|    | Italia (bandiera) | C     | Mario Perazzolo  |
|    | Italia (bandiera) | C     | Plinio Rolle     |
|    | Italia (bandiera) | C     | Gastone Rinaldi  |
|    | Italia (bandiera) | C     | Enrico Santià    |
|    | Italia (bandiera) | C     | Gastone Zanon    |
|    | Italia (bandiera) | A     | Vittorio Benelle |
|    | Italia (bandiera) | A     | Gino Cappello    |
|    | Italia (bandiera) | A     | Giacomo Conti    |
|    | Italia (bandiera) | A     | Diego Florettini |